# Saša Pfeifer
Saša Pfeifer, slovenski gledališki igralec in režiser, * 6. junij 1891, Ljubljana, † 3. april 1951, Ljubljana.

## Življenje in delo
Po 1. svetovni vojni je bil med vodilnimi gledališkimi organizatorji v Celju, od 1923 si je prizadeval za ustanovitev poklicnega gledališča. Do 1934 je tudi sam nastopal v Dramatičnem društvu kot igralec in pevec. Odigral je več kot 100 vlog, od katerih izstopa vloga Friderika v Veroniki Deseniški Otona Župančiča, ter režiral 16 iger, med katerimi je bila tudi Molièrova komedija Namišljeni bolnik. Od 1935 je igral v Totem teatru v Mariboru, med 2. svetovno vojno kratek čas v ljubljanski Drami, po osvoboditvi dve sezoni v Mariboru, pred koncem življenja pa v Zabavnem gledališču v Ljubljani. 